# Punts extrems de Letònia
Aquesta és la llista de punts extrems de Letònia: els punts que són més al nord, sud, est o oest, així com els punts referents a l'altitud.

## Latitud i longitud
- Nord : (58° 05′ 06″ N, 25° 11′ 57″ E / 58.085137°N,25.199204°E) Municipi de Rujiena, parròquia d'Ipiki
- Sud : (55° 40′ 30″ N, 26° 35′ 50″ E / 55.674971°N,26.597214°E) Municipi de Daugavpils, parròquia de Demene
- Oest : (56° 21′ 14″ N, 20° 58′ 13″ E / 56.353934°N,20.970154°E) Municipi de Nīca, parròquia de Nīca
- Est : (56° 16′ 37″ N, 28° 14′ 28″ E / 56.276911°N,28.241043°E) Municipi de Zilupe, parròquia de Pasiene

## Altitud
- Màxima : Gaiziņkalns (56° 52′ 12″ N, 25° 57′ 27″ E / 56.870134°N,25.95751°E), 312 metres
- Minima : nivell del mar, 0 metres